# (21706) Robminehart
(21706) Robminehart est un astéroïde de la ceinture principale d'astéroïdes.

## Description
(21706) Robminehart est un astéroïde de la ceinture principale d'astéroïdes. Il fut découvert le 7 septembre 1999 à Socorro (Nouveau-Mexique) par le projet LINEAR. Il présente une orbite caractérisée par un demi-grand axe de 3,19 UA, une excentricité de 0,13 et une inclinaison de 0,3° par rapport à l'écliptique.

## Compléments